# The Lonely Boys
The Lonely Boys – projekt muzyczny Pera Gessle i Nisse'a Hellberga. Miał być muzycznym tłem do książki Matsa Olssona, poświęconej rhytm popowemu szwedzkiemu zespołowi z lat sześćdziesiątych z Malmö. Album powstał w 6 dni i 6 nocy w 1996 roku. Płyta została wydana w Szwecji, Japonii i w Niemczech.

## Skład
- Lasse Göransson (Thomas Holst) – gitara basowa[1]
- Roland Bergström (MP Persson) – Vox- i Hammond organy, klawisze
- Kalle Johansson (Micke Syd Andersson) – perkusja, tamburyn
- Thomas Nyberg (Per Gessle) – gitara akompaniująca i śpiew
- Richard Andersson (Nisse Hellberg) – gitara solowa, harmonijka ustna, tamburyn i śpiew

## Lista piosenek
1. Lonely Boys
2. I'm Not Like You
3. Keep the Radio On (This is the Perfect Song)
4. September Girl
5. Adam & Eve
6. I Wanna Be With You
7. Fuzzy Puss (Instrumental)
8. So Much In Love
9. Flowers on the Moon
10. Let Go of My Heart
11. Apple in the Mud
12. Pretty Little Devil (With Angel Eyes)
13. Genius Gone Wrong
14. Days to Come, Days of Gold